# Skyfos
En skyfos (græsk σκύφος, flertal skyfoi) er en oldgræsk keramisk dyb kop med to vandrette hanke og afrundet bund, eventuelt med fod. Det findes en anden type, glaux, som har en lodret og en vandret hank.
De ældst kendte skyfoi er fra geometrisk tid. Formen blev defineret i Korinth, og Athen fulgte efter. Skyfoi findes ofte under arkæologiske udgravninger i Grækenland og ved kyster i Middelhavet, og det er muligt at datere dem med stor nøjagtighed.